# Fraureuth
Fraureuth è un comune di 4994 abitanti della Sassonia, in Germania.
Appartiene al circondario (Landkreis) di Zwickau (targa Z).